# アルファロメオ・モントリオール
モントリオール（Montreal ）は1970年から1977年にかけてイタリアの自動車会社アルファロメオによって製造されたクーペ型の乗用車。

## 概要
1967年にプロトタイプがモントリオール万博に出展された。「モントリオール」の名はこれに由来する。ジュリアの1,600ccエンジンとシャーシを使用する2+2クーペで、ボディはベルトーネのマルチェロ・ガンディーニによって設計されている。
量産車は1970年のジュネーヴ・モーターショーで発表された。1750/2000GT系をベースにしつつ、スピカのメカニカルインジェクションを使ったティーポ33用のV8・2,593ccを搭載した。圧縮比は9.0、230PS/6,500rpm、27.5kgm/4,750rpmで、最高速度は220km/h。足回りはGT系からの流用であるが、ブレーキは4輪ともベンチレーテッドディスクに強化された。
総生産台数は約3,700台。日本には当時の正規ディーラーであった伊藤忠オートによって10台ほどが輸入され、サラリーマンの平均初任給が4万円程度であった頃に770万円の価格で販売された。当時はスーパーカーブームという事もあり、雑誌などではよく紹介された。